# دومینیک کاهون
دومینیک کاهون (آلمانی: Dominik Kahun؛ زادهٔ ۲ ژوئیهٔ ۱۹۹۵) بازیکن هاکی روی یخ اهل آلمان است.